# Harponville
Harponville település Franciaországban, Somme megyében. Lakosainak száma 172 fő (2022. január 1.). Harponville Toutencourt, Vadencourt, Varennes és Warloy-Baillon községekkel határos.

## Népesség
A település népességének változása:
| Lakosok száma | 183  | 192  | 187  | 180  | 174  | 175  | 175  | 174  | 172  |
|               | 2013 | 2015 | 2016 | 2017 | 2018 | 2019 | 2020 | 2021 | 2022 |